# Caleutypa
Caleutypa — рід грибів. Назва вперше опублікована 1934 року.

## Класифікація
До роду Caleutypa відносять 1 вид:
- Caleutypa maculans